# Liana Ruokytė-Jonsson

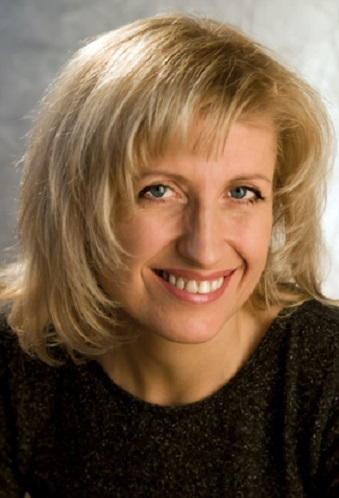
Liana Ruokytė-Jonsson

Liana Ruokytė-Jonsson (nascida em 1966) é uma política lituana. De 13 de dezembro de 2016 a 21 de dezembro de 2018 serviu como Ministra da Cultura no Governo Skvernelis, liderado pelo Primeiro-ministro Saulius Skvernelis.